# Steindamm (Hamburg)

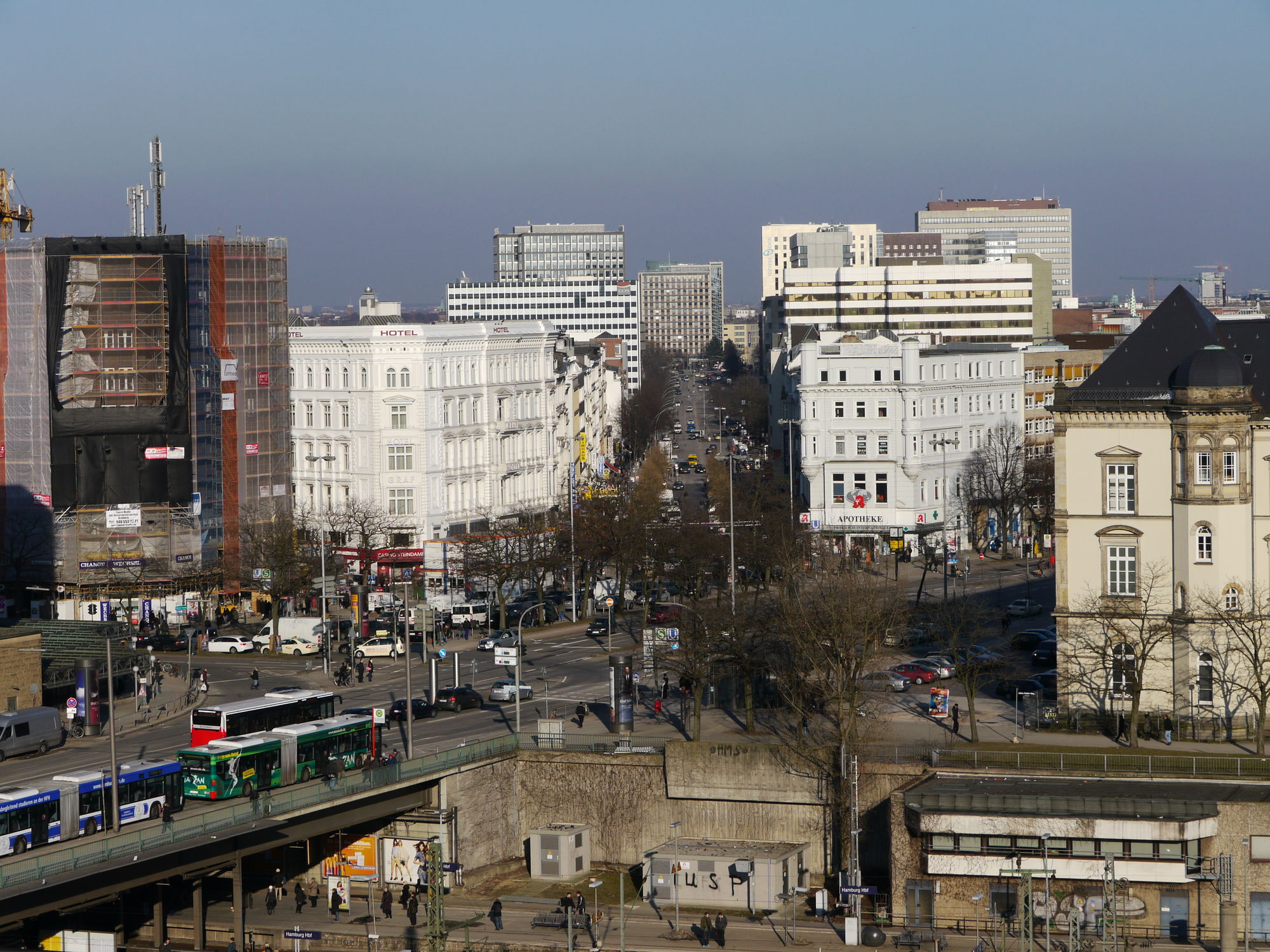
Der Steindamm von Westen gesehen

Der Steindamm ist eine bedeutende Hauptstraße im Hamburger Stadtteil St. Georg.

## Geschichte

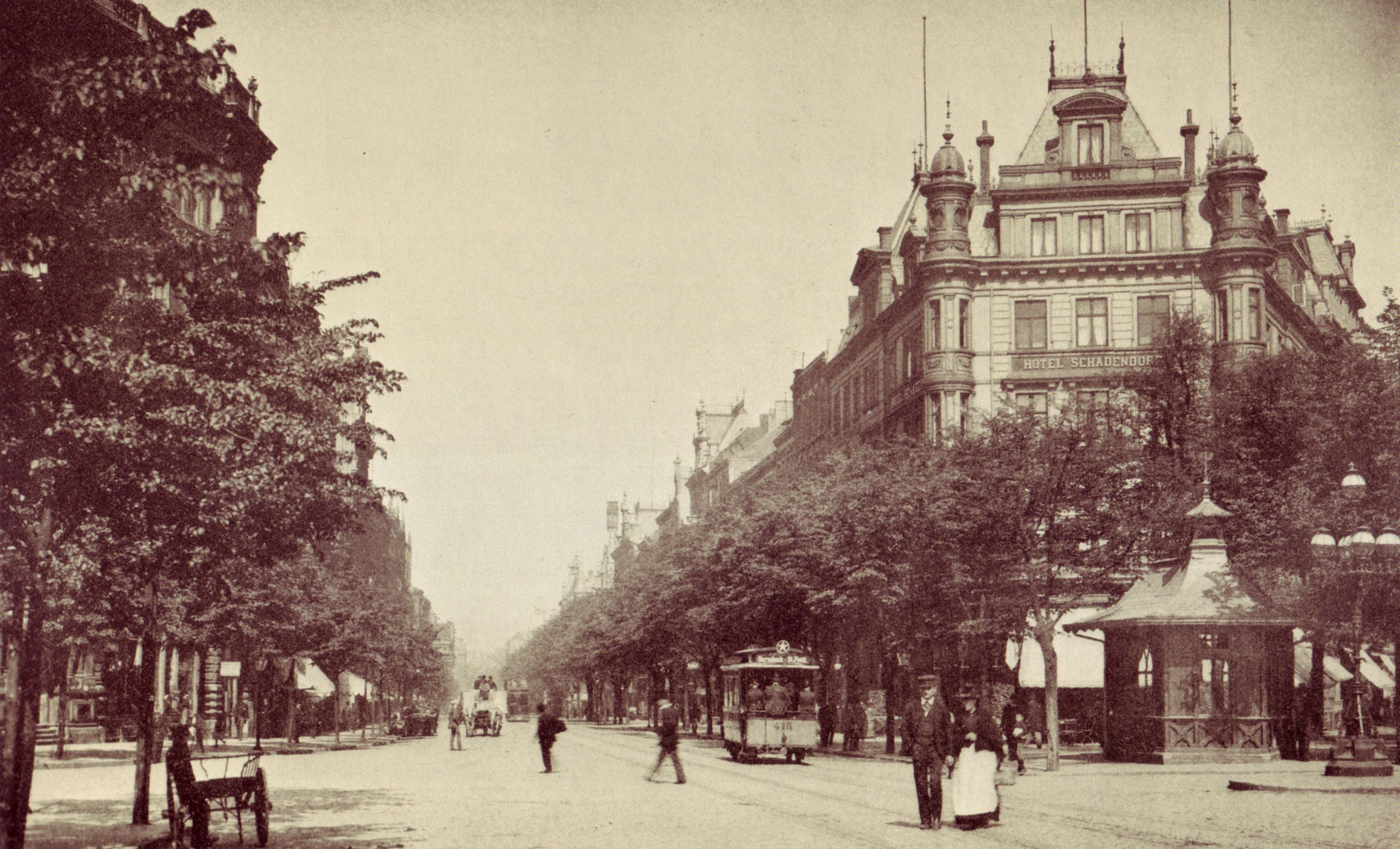
Steindamm um 1890, rechts das Hotel Schadendorf, Foto von Wilhelm Dreesen

Der Steindamm war 1539 die erste gepflasterte Straße, die außerhalb der Hamburger Stadtmauern angelegt wurde. Als Teil der Verbindung der Städte Hamburg und Lübeck (später Bundesstraße 75) war es die meistbefahrene Straße der Stadt.
1680 wurde St. Georg mit einem zusätzlichen Wall und Graben („Neues Werk“) in die Hamburger Stadtbefestigung einbezogen; langsam begann die Besiedlung. Der Steindamm hatte nach einer Karte von 1690 beidseitig noch keinerlei Bebauung. Erst nach Abtragung der Befestigungsanlagen setzte nach einer Karte von 1825 die Besiedlung des Steindammes ein. Bis 1841 hat der Steindamm mit dem Lübecker Tor ein eigenes Tor. Nach dem Fall der Torsperre 1860 beginnt eine rasante Entwicklung der Straße.
Um 1880 bis 1890 wurde St. Georg durchweg mit vierstöckigen Mietshäusern bebaut. Der Steindamm entwickelte sich zu einer Hauptgeschäftsstraße, die auch über den Stadtteil hinaus Bedeutung hatte. Anfang des 20. Jahrhunderts wurde er von sieben Straßenbahnlinien durchfahren (1, 2, 3, 4, 5, 9, 20). Im Zweiten Weltkrieg verlor der Steindamm zwei Drittel seiner Bebauung, vom Kreuzweg bis zum Lübeckertordamm war komplette Zerstörung.
Der Abschnitt zwischen Steintorplatz und Stralsunder Straße ist auch heute noch von vierstöckigen Häusern gesäumt. Dieser Teil ist seit der Einstellung der Straßenbahn 1960 verkehrsberuhigt worden. Noch 1960 hatte dieser Teil des Steindammes durchaus „bürgerliches“ Gepräge, die Ausweitung des Vergnügungsbetriebes im Stadtteil St. Georg fand zunächst diskret statt. Seit Mitte der 1970er Jahre gibt es Bürgerinitiativen, den Wohnort St. Georg und damit auch den Steindamm wieder aufzuwerten und dies gegen eine einseitige Nutzung als Vergnügungsmeile zu behaupten. Der Südteil wurde in den 1980er und 1990er Jahren umgestaltet, mit Bäumen bepflanzt und dem Durchgangsverkehr entzogen. Der andere Teil wurde als schnelle vierspurige  Durchgangsstraße ausgebaut, 2023 aber fußgängerfreundlicher und begrünter umgebaut.

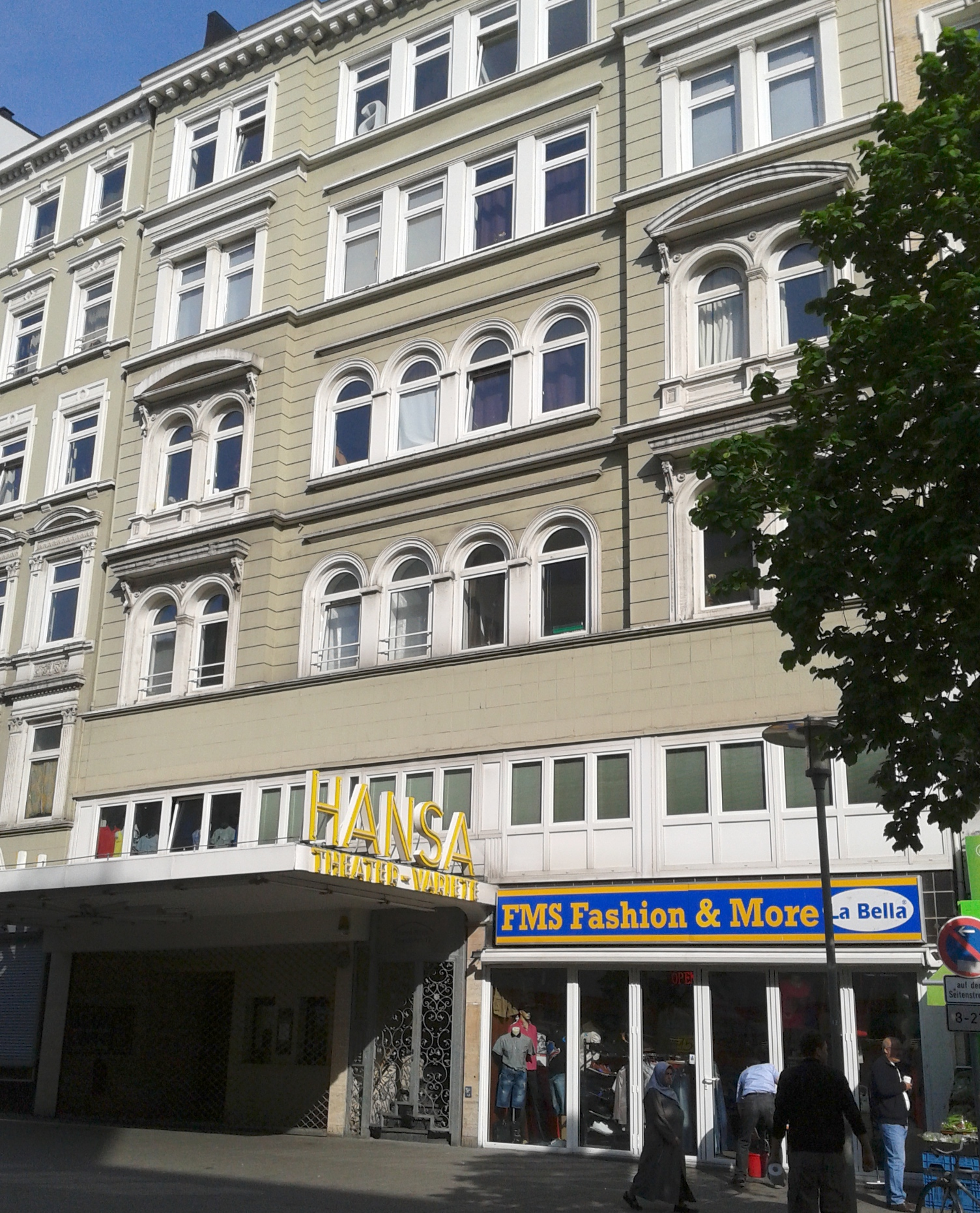
Das Hansatheater am Steindamm 2012

Der Bereich am Steindamm ist heute einerseits stark türkisch-muslimisch geprägt. Zahlreiche türkische und orientalische Restaurants, Geschäfte und Moscheen liegen am und um den Steindamm. Andererseits ist der Bereich zwischen Hauptbahnhof und Stralsunder Straße auch durch Sexshops und Prostitution gekennzeichnet. Diese sollen aber nach und nach verdrängt werden. Überregionale Bekanntheit erlangte der Steindamm durch das Hansa-Theater. Am Steindamm 54 befindet sich seit 1957 das Savoy Filmtheater.
Der Steindamm ist zwischen Steintorplatz und Lohmühlenstraße 800 m lang.

## Östlicher Teil
Nach den Zerstörungen von 1943 wurden im östlichen Teil vornehmlich Bürohäuser gebaut. Verkehrlich ist dieser Teil des Steindammes durch die Haltestelle Lohmühlenstraße der Hochbahnlinie U1 angeschlossen. Außerdem wurde dieser Teil der Straße ab Kreuzweg zu einer vierspurigen Durchgangsstraße ausgebaut.

### Das sogenannte Horrorhaus

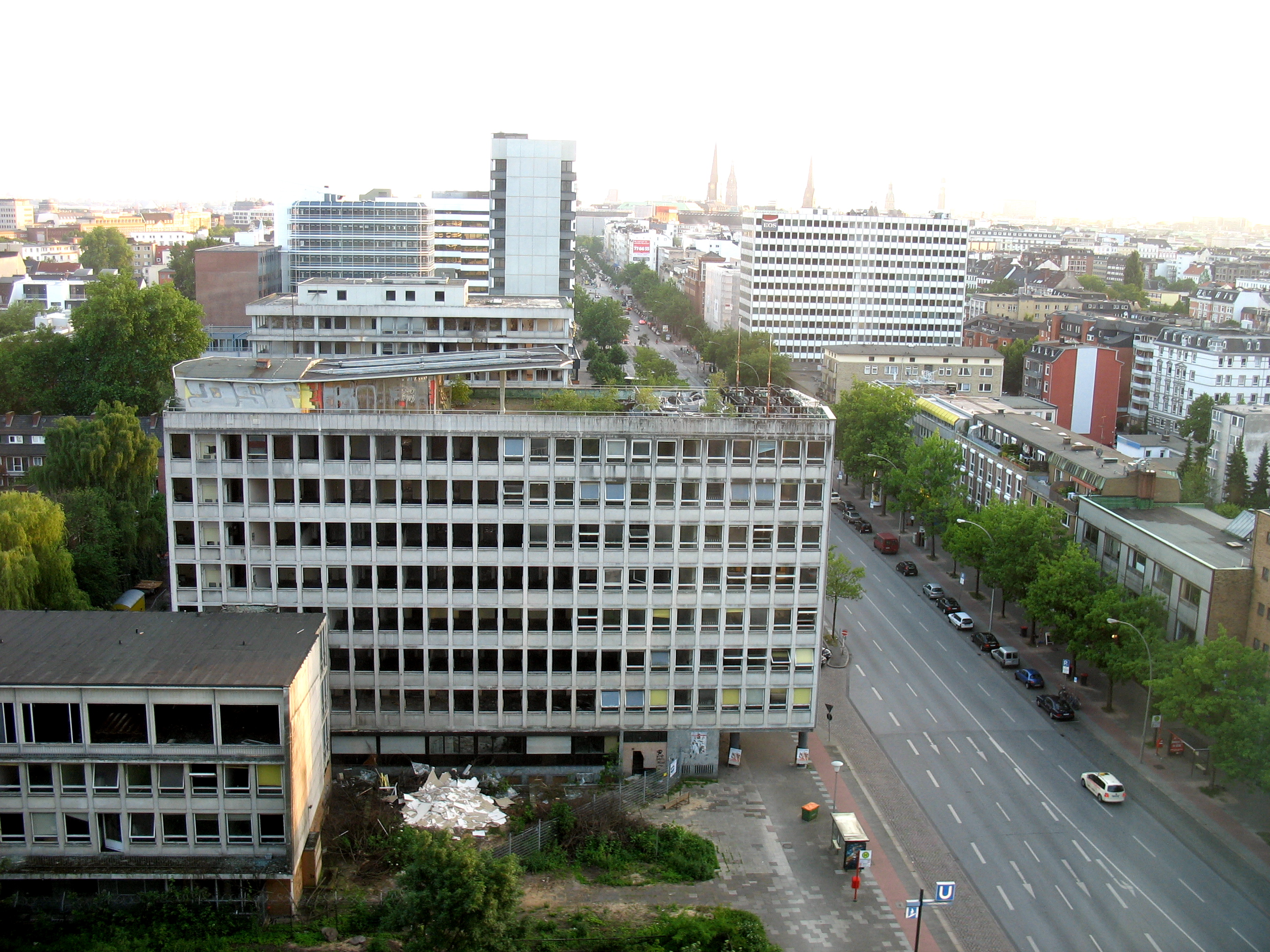
Steindamm, Blick vom Berliner Tor Richtung Innenstadt, im Vordergrund das 2007 abgerissene sogenannte Horrorhaus

Ein Verwaltungsgebäude mit fünf Einzelkomplexen wurde in den Jahren 1958 bis 1969 für die DAK errichtet. 1989 wurde es an einen Investor verkauft und beherbergte bis 1993 die Deutsche Telekom. Seither stand das Gebäude leer. 2006 wurde das Haus zwangsversteigert, im Oktober 2007 wurde mit dem Abbruch begonnen, im Juni 2008 der Grundstein für einen Neubau gelegt, der 2010 fertiggestellt wurde. Es wurden Geschäfte, 63 Wohnungen, 24 000 m² Büros und ein Hotel mit 464 Zimmern, das Motel One, auf 20 Geschossen sowie 500 Tiefgaragenplätzen gebaut.

### Anton-Philips-Haus
Die Einweihung des neuen Verwaltungsgebäudes der Allgemeinen Deutschen Philips Industrie, Steindamm 94, fand im März 1971 im Beisein von Bürgermeister Herbert Weichmann (SPD) statt. Auch Senator Hans Rau (FDP) nahm an der Veranstaltung teil. Nach dem Umzug an den Lübeckertordamm wurde das Haus renoviert und teilweise als Boarding-House umgebaut.

### al-Quds-Moschee Hamburg
Im Haus 103 am Steindamm befand sich bis 2010 die al-Quds-Moschee Hamburg.